# Nowe Dłutówko
Nowe Dłutówko (deutsch Dlotowken) ist ein kleiner Ort in der polnischen Woiwodschaft Ermland-Masuren und gehört zur Gmina Szczytno (Ortelsburg) im Powiat Szczycieński (Kreis Ortelsburg).

## Geographische Lage
Nowe Dłutówko liegt in der südlichen Mitte der Woiwodschaft Ermland-Masuren, elf Kilometer südöstlich der Kreisstadt Szczytno (deutsch Ortelsburg).

## Geschichte
Der vor 1785 Dlodowka, vor 1820 Dlotowko, vor 1898 Dlot(t)owken, bis zum 10. August 1903 Alt Dlotowken und anschließend wieder Dlottowken genannte kleine Ort war vor 1945 ein Forstort und Wohnplatz in der Gemeinde Klein Schiemanen (polnisch Szymanki), später in der Gemeinde Groß Schiemanen (polnisch Szymany) im ostpreußischen Kreis Ortelsburg. Im Jahre 1905 zählte der Ort 13 Einwohner in zwei Wohnstätten.
Seit 1945 ist der mit polnischer Bezeichnung „Nowe Dłutówko“ genannte Ort eine kleine Osada leśna (deutsch Waldsiedlung) und eine Ortschaft im Verbund der Landgemeinde Szczytno (Ortelsburg) im Powiat Szczycieński (Kreis Ortelsburg), bis 1998 der Woiwodschaft Olsztyn, seither der Woiwodschaft Ermland-Masuren zugehörig.

## Kirche
Bis 1945 war Dlotowken in die evangelische Kirche Groß Schiemanen (polnisch Szymany) in der Kirchenprovinz Ostpreußen der Kirche der Altpreußischen Union sowie in die römisch-katholische Pfarrei Ortelsburg im damaligen Bistum Ermland eingepfarrt. Heute gehört Nowe Dłutówko katholischerseits zur Kirche Szymany im jetzigen Erzbistum Ermland, evangelischerseits zur Pfarrei Szczytno in der Diözese Masuren der Evangelisch-Augsburgischen Kirche in Polen.

## Verkehr
Nowe Dłutówko liegt östlich der polnischen Landesstraße 57 (ehemalige deutsche Reichsstraße 128) und ist von Szymany (Groß Schiemanen) aus auf direktem Wege zu erreichen. Aus östlicher Richtung führt ein Verbindungsweg von Małdaniec (Maldanietz, 1938 bis 1945 Maldanen) in den Ort. Die nächste Bahnstation ist Szymany an der Bahnstrecke Ostrołęka–Szczytno, die zurzeit nur ab Chorzele befahren wird.